# Tecno Fes Vol. 2
Tecno Fes Vol. 2 est un album de Gigi d'Agostino sorti en 2001.

## Liste des titres
| No  | Titre                              | Durée |
| --- | ---------------------------------- | ----- |
| 1.  | Amorelettronico                    |       |
| 2.  | Passion                            |       |
| 3.  | Giorno Credi                       |       |
| 4.  | Souvenir                           |       |
| 5.  | You Spin Me 'Round (Like a Record) |       |
| 6.  | Serpent                            |       |
| 7.  | Cada Vez                           |       |
| 8.  | Amour Toujours                     |       |
| 9.  | Sottosopra                         |       |
| 10. | Baci and Abbracci                  |       |
| 11. | Tecno Fes                          |       |
| 12. | Tanzen                             |       |
| 13. | Passion                            |       |